# Guðjón Valur Sigurðsson
Guðjón Valur Sigurðsson (* 8. August 1979 in Reykjavík) ist ein isländischer Handballtrainer. Als aktiver Handballer spielte er im Verein und in der isländischen Nationalmannschaft auf der Position Linksaußen. Mit 1.875 Toren hält er den inoffiziellen Weltrekord für Handball-Länderspieltore.

## Karriere

### Verein
Guðjón Valur Sigurðsson begann im Jahr 1986 das Handballspielen bei Grótta Seltjarnarnes, den er 1991 in Richtung Grótta KR verließ. Ab der Saison 1995/96 wurde Guðjón in der Herrenmannschaft von Grótta KR eingesetzt, die in der höchsten isländischen Spielklasse antraten. 1997 stieg der Außenspieler mit Grótta in die zweithöchste isländische Spielklasse ab, jedoch blieb er dem Verein noch ein weiteres Jahr treu. Im Jahr 1998 wechselte Guðjón zu KA Akureyri, mit dem er 2001 die Meisterschaft gewann. Im selben Jahr ging der zweifache isländische Handballer des Jahres nach Deutschland. In den ersten Jahren spielte er für den Bundesligaverein TUSEM Essen, mit dem er 2005 den EHF-Pokal gewann. Im selben Jahr wechselte er zum VfL Gummersbach. Hier wurde er Ende seiner ersten Saison mit insgesamt 264 Toren Torschützenkönig der Bundesliga. Zur Saison 2008/09 ging er zum Konkurrenten Rhein-Neckar Löwen. Nach drei Jahren wechselte Guðjón Valur im Sommer 2011 zum dänischen Erstligisten AG København. Ab der Saison 2012/13 lief er für den THW Kiel auf, mit dem er zweimal Deutscher Meister wurde. Zur Saison 2014/15 wechselte er in die spanische Liga ASOBAL zum FC Barcelona. Mit Barcelona gewann er 2015 und 2016 die Meisterschaft sowie 2015 die EHF Champions League. Zur Saison 2016/17 kehrte Guðjón Valur als Ersatz für Uwe Gensheimer zu den Rhein-Neckar Löwen zurück, mit denen er 2017 Deutscher Meister wurde. In der Saison 2019/20 lief Guðjón Valur Sigurðsson für Paris Saint-Germain auf. Mit Paris gewann er 2020 die französische Meisterschaft. Anschließend beendete er seine Karriere.

### Nationalmannschaft
In der isländischen Nationalmannschaft bestritt Guðjón 364 Länderspiele, in denen er 1.875 Tore warf. Seit dem 7. Juni 2014 ist er Islands Rekordtorschütze vor Ólafur Stefánsson (1.570). Mit 66 Toren wurde er Torschützenkönig der Weltmeisterschaft 2007 in Deutschland. Bei den Olympischen Spielen 2008 holte er mit dem isländischen Team die Silbermedaille. Außerdem wurde er als bester Linksaußen in das „All-Star-Team“ gewählt, ebenso bei der Europameisterschaft 2012 und 2014. Bei den Olympischen Spielen 2012 in London gewann er mit Island die Vorrundengruppe A verlustpunktfrei, scheiterte aber im Viertelfinale knapp an Ungarn.
Bei der Europameisterschaft 2018 überholte er mit 1.798 Treffern den Ungarn Péter Kovács als Spieler mit den meisten Länderspieltreffern. Mit seinem ersten Länderspiel am 15. Dezember 1999 und seinem letzten bei der Europameisterschaft am 22. Januar 2020 hat er in vier Dekaden Länderspiele bestritten. Mit 288 Toren in 61 Spielen war er Rekordtorschütze bei Handball-Europameisterschaften der Männer, bis er am 18. Januar 2024 von Nikola Karabatić überholt wurde. Mit elf Teilnahmen in Serie hält er gemeinsam mit Karabatić den Rekord für die meisten gespielten Europameisterschaften.

### Trainertätigkeit

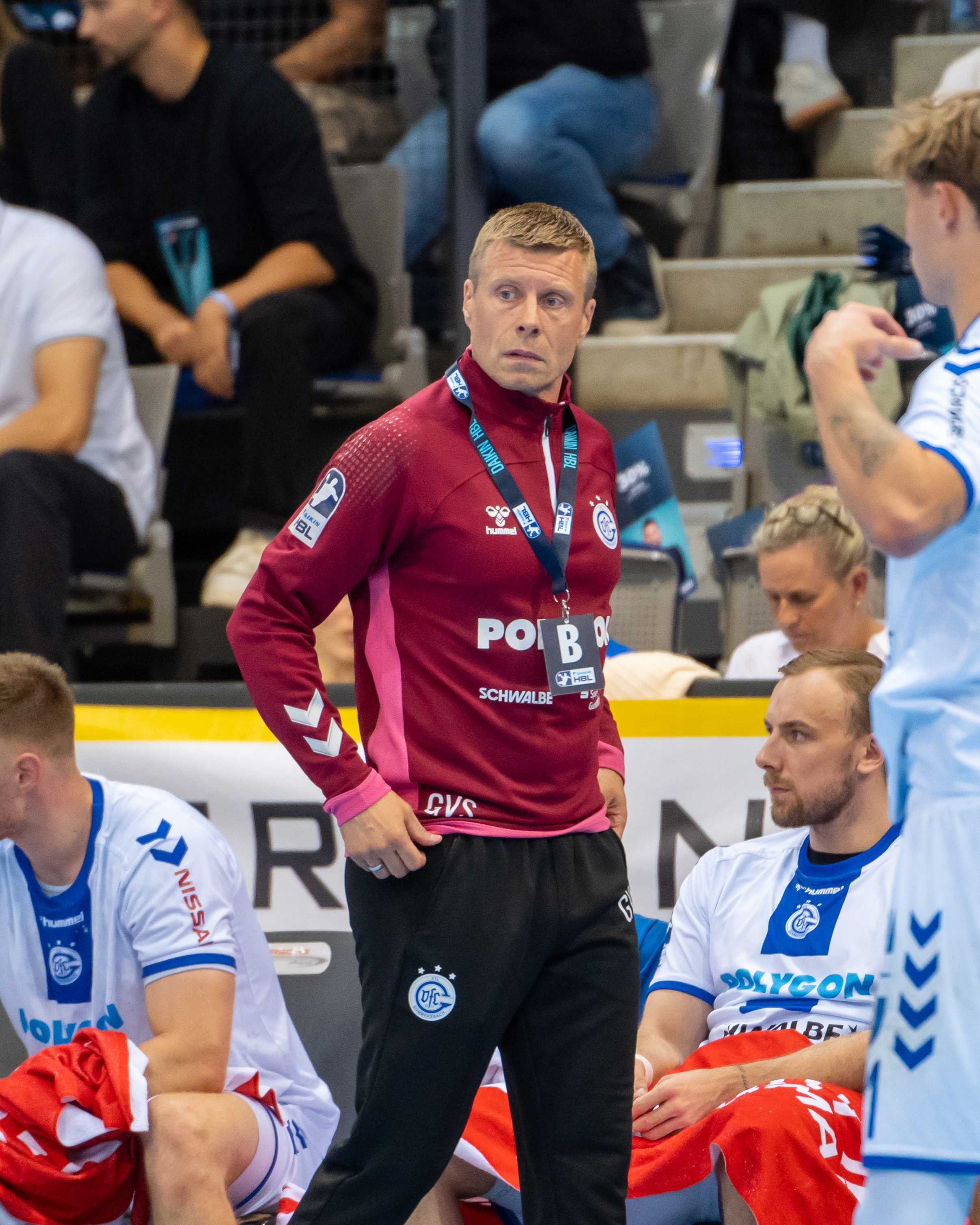
Guðjón Valur Sigurðsson als Trainer des VfL Gummersbach (2024)

Guðjón Valur Sigurðsson übernahm zur Saison 2020/21 das Traineramt beim VfL Gummersbach. Unter seiner Leitung stieg der VfL 2022 in die Bundesliga auf. Von den Geschäftsführerinnen und Geschäftsführern der 2. Bundesliga wurde er für diesen Erfolg zum Trainer der Saison der 2. Bundesliga gewählt. Die Folgesaison konnte der VfL Gummersbach auf dem 10. Tabellenplatz beenden. Dafür erhielt Guðjón Valur Sigurðsson die Auszeichnung zum Trainer der Saison der ersten Bundesliga. Ende 2024 hat Guðjón seinen Vertrag beim VfL Gummersbach bis 2027 verlängert.

## Sonstiges
Von den isländischen Sportjournalisten wurde Guðjón 2006 zum isländischen Sportler des Jahres gewählt. Mit 405 Punkten gewann er die Wahl vor dem Fußballspieler Eiður Guðjohnsen, der 333 Punkte erhielt.
Guðjón ist verheiratet und hat zwei Töchter und einen Sohn.

## Saisonbilanzen
| Saison    | Verein              | Spielklasse                                                                       | Spiele             | Tore                     | 7-Meter      | Feldtore                 |
| --------- | ------------------- | --------------------------------------------------------------------------------- | ------------------ | ------------------------ | ------------ | ------------------------ |
| 1995/96   | Grótta KR           | N1 deild karla                                                                    | 10                 | 0                        | -            | -                        |
| 1996/97   | Grótta KR           | N1 deild karla                                                                    | 22                 | 44                       | -            | -                        |
| 1997/98   | Grótta KR           | 2. deild karla                                                                    | 16                 | 100                      | -            | -                        |
| 1998/99   | KA Akureyri         | N1 deild karla                                                                    | 18                 | 25                       | -            | -                        |
| 1999/2000 | KA Akureyri         | N1 deild karla                                                                    | 21                 | 95                       | -            | -                        |
| 2000/01   | KA Akureyri         | N1 deild karla                                                                    | 21                 | 139                      | -            | -                        |
| 2001/02   | TuSEM Essen         | Bundesliga                                                                        | 34                 | 72                       | 4            | 68                       |
| 2002/03   | TuSEM Essen         | Bundesliga                                                                        | 32                 | 123                      | 0            | 123                      |
| 2003/04   | TuSEM Essen         | Bundesliga                                                                        | 34                 | 126                      | 1            | 125                      |
| 2004/05   | TuSEM Essen         | Bundesliga                                                                        | 34                 | 177                      | 1            | 176                      |
| 2005/06   | VfL Gummersbach     | Bundesliga                                                                        | 34                 | 263                      | 70           | 193                      |
| 2006/07   | VfL Gummersbach     | Bundesliga                                                                        | 34                 | 221                      | 4            | 217                      |
| 2007/08   | VfL Gummersbach     | Bundesliga                                                                        | 26                 | 151                      | 31           | 120                      |
| 2008/09   | Rhein-Neckar Löwen  | Bundesliga                                                                        | 33                 | 193                      | 71           | 122                      |
| 2009/10   | Rhein-Neckar Löwen  | Bundesliga                                                                        | 18                 | 53                       | 0            | 53                       |
| 2010/11   | Rhein-Neckar Löwen  | Bundesliga                                                                        | 17                 | 44                       | 0            | 44                       |
| 2011/12   | AG København        | Håndboldligaen                                                                    | 31                 | 142                      | 0            | 142                      |
| 2012/13   | THW Kiel            | Bundesliga                                                                        | 34                 | 77                       | 0            | 77                       |
| 2013/14   | THW Kiel            | Bundesliga                                                                        | 33                 | 122                      | 1            | 121                      |
| 2014/15   | FC Barcelona        | Liga ASOBAL                                                                       | 29                 | 125                      | 23           | 112                      |
| 2015/16   | FC Barcelona        | Liga ASOBAL                                                                       | 25                 | 104                      | 43           | 61                       |
| 2016/17   | Rhein-Neckar Löwen  | Bundesliga                                                                        | 33                 | 201                      | 53           | 148                      |
| 2017/18   | Rhein-Neckar Löwen  | Bundesliga                                                                        | 25                 | 139                      | 47           | 92                       |
| 2018/19   | Rhein-Neckar Löwen  | Bundesliga                                                                        | 33                 | 142                      | 35           | 107                      |
| 2019/20   | Paris Saint-Germain | LidlStarligue                                                                     | 18                 | 52                       | 0            | 52                       |
| 1995–2020 | gesamt              | 2. deild karla N1 deild karla Bundesliga Håndboldligaen Liga ASOBAL LidlStarligue | 16 92 454 31 54 18 | 100 303 2.104 142 239 52 | 0 318 0 66 0 | 100 303 1.786 142 173 52 |
| 1995–2020 | gesamt              | alle Ligen                                                                        | 665                | 2.940                    | 384          | 2.556                    |

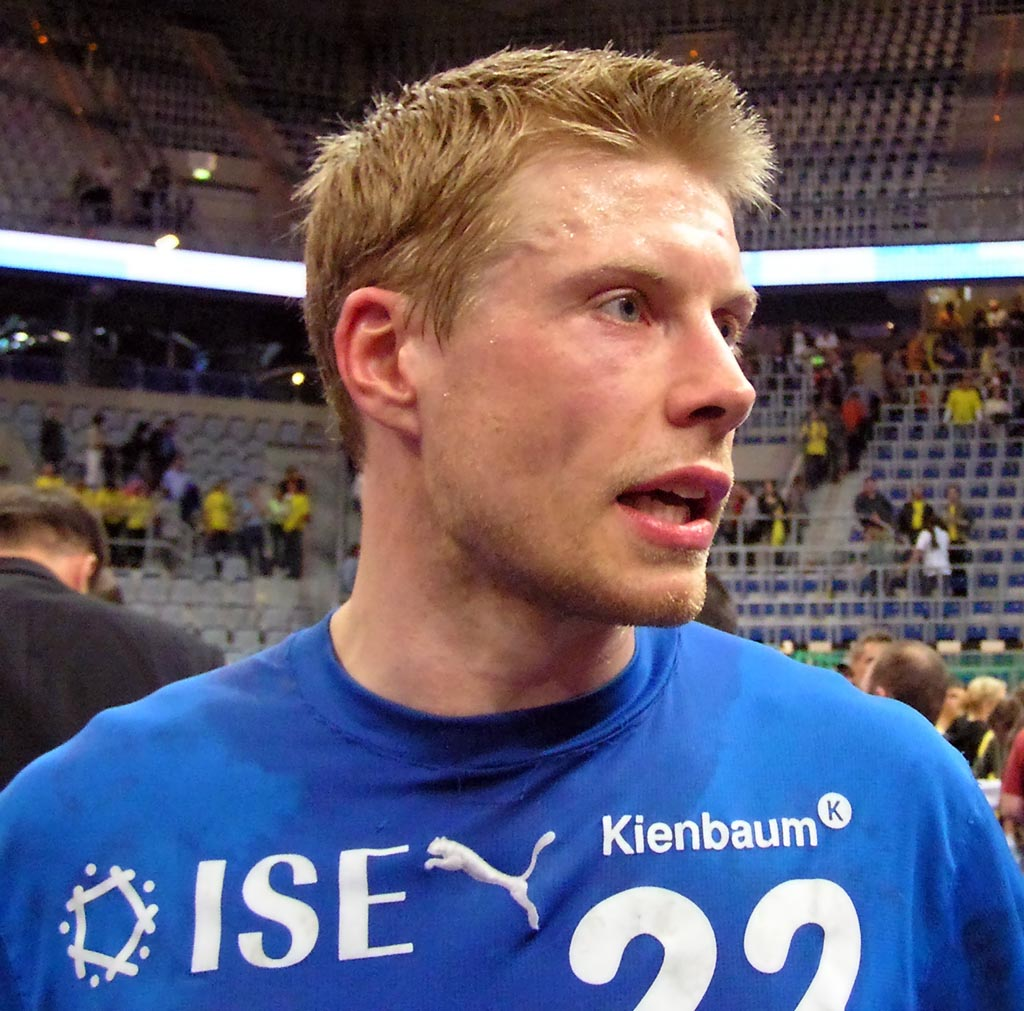
Guðjón Valur Sigurðsson
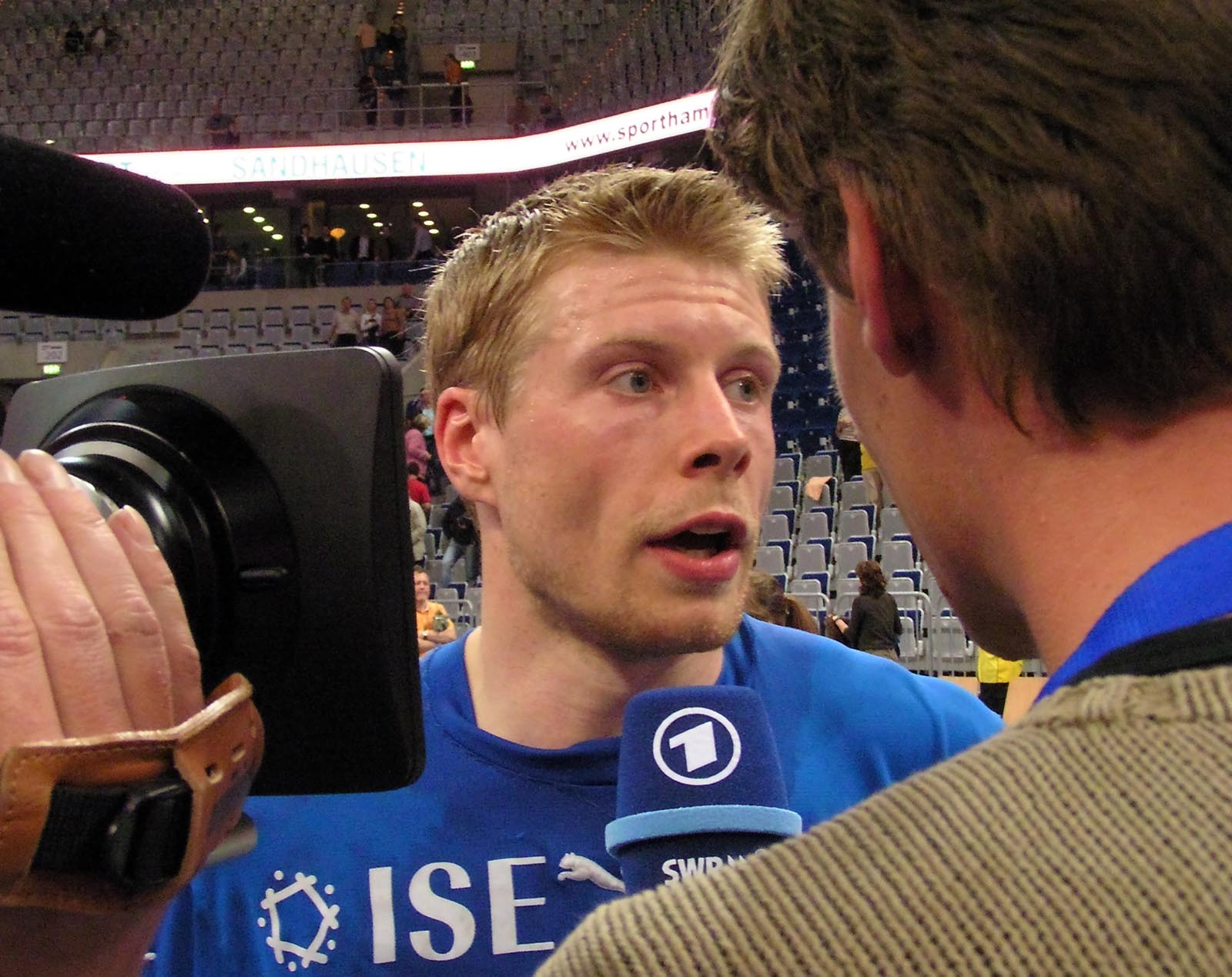
Guðjón Valur Sigurðsson, im Interview
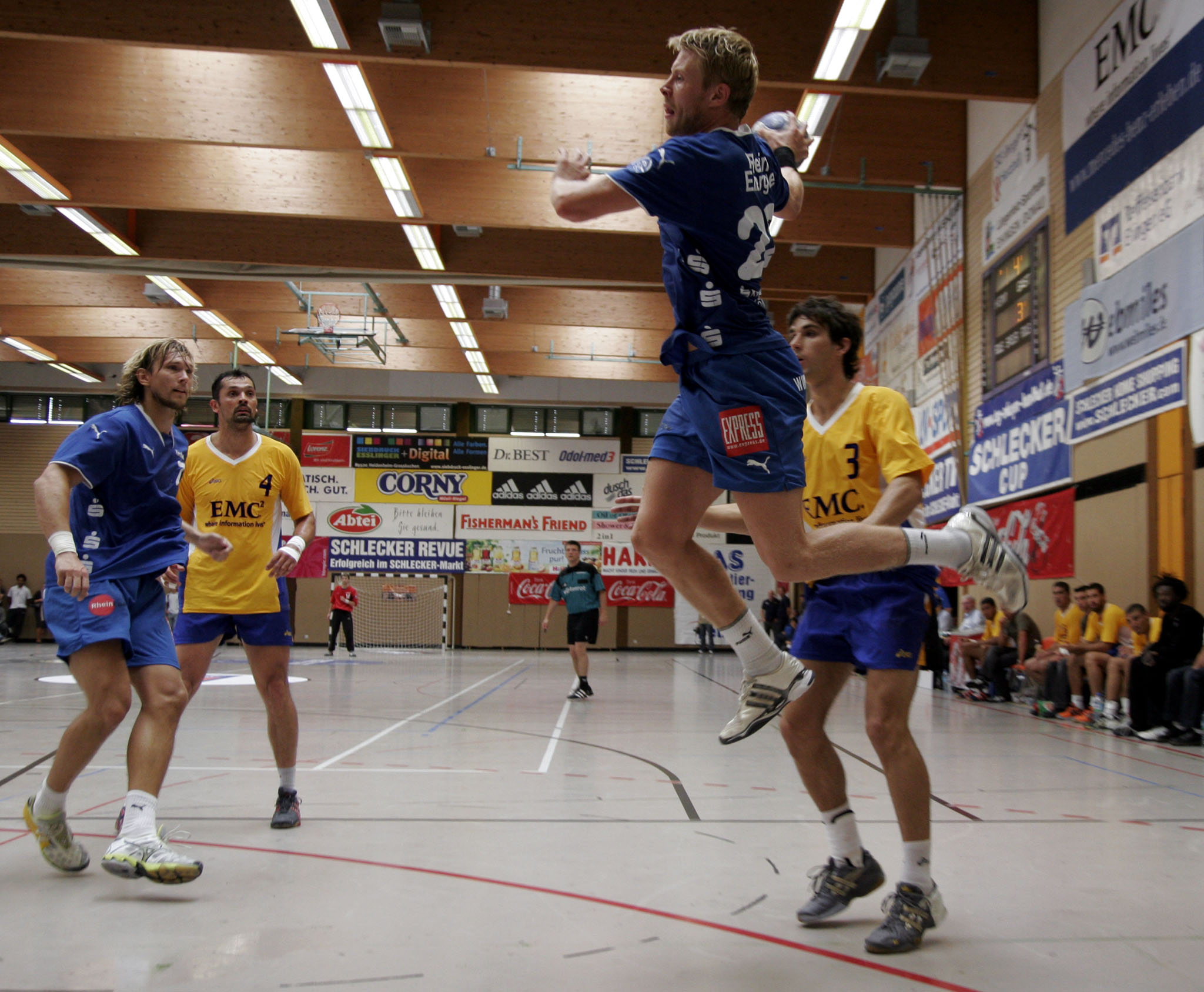
Guðjón Valur Sigurðsson beim Schlecker Cup 2007
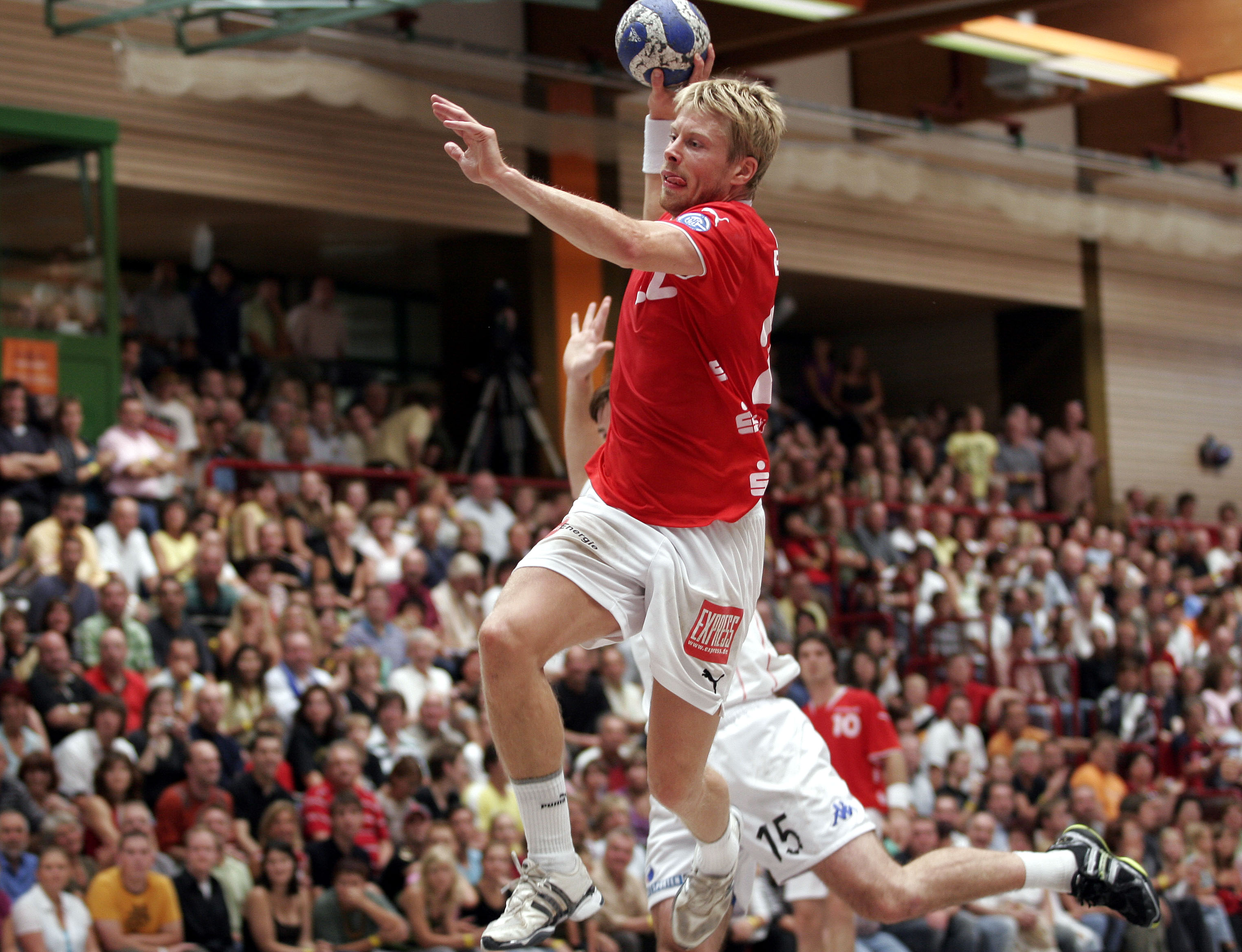
Guðjón Valur Sigurðsson beim Schlecker Cup 2007

## Erfolge
Als Spieler
- KA Akureyri
  - Isländischer Meister: 2001
- TUSEM Essen
  - EHF-Pokalsieger: 2005
- AG København
  - Dänischer Meister: 2012
  - Dänischer Pokalsieger: 2011
- THW Kiel
  - Deutscher Meister: 2013, 2014
  - DHB-Pokal: 2013
  - DHB-Supercup: 2012
- FC Barcelona
  - Spanischer Meister: 2015, 2016
  - EHF Champions League: 2015
- Rhein-Neckar Löwen
  - Deutscher Meister: 2017
  - DHB-Pokal: 2018
  - DHB-Supercup: 2016, 2017, 2018
- Paris Saint-Germain
  - Französischer Meister: 2020
- Isländische Nationalmannschaft
  - Olympische Spiele 2008: Silber
  - Europameisterschaft 2010: Bronze

Als Trainer
- VfL Gummersbach
  - Aufstieg in die Bundesliga: 2022
  - Bester Trainer der 2. Bundesliga der Saison 2021/22[17]
  - Bester Trainer der Bundesliga der Saison 2022/23[17]